# Xavier Calm Sans
Xavier Calm Sans (nacido el 3 de septiembre de 1981 en Castellar del Vallés, Provincia de Barcelona, España) es un entrenador de fútbol español.

## Trayectoria
Formado en el fútbol base de la UF Jábac i Terrassa y en el Juvenil A del CE Sabadell; Calm daría el salto al fútbol profesional como segundo entrenador de la Unió Esportiva Rubí en Tercera División de España, para más tarde pasar por la UE Sant Andreu y el CE L’Hospitalet.
En verano de 2016, se incorpora al cuerpo técnico de la UE Cornellà, donde sería segundo entrenador de Jordi Roger durante dos temporadas.
El 19 de junio de 2018, Xavi se convierte en primer entrenador de la UE Cornellà de Segunda División B. En latemporada 2018-19, dirigiría al club barcelonés en 37 partidos en los que sumó 14 victorias, 16 empates y tan solo 7 derrotas, clasificándolo para el playoff de ascenso. También fue subcampeón de Copa Federación esa temporada con el conjunto catalán. Al término de su primera temporada como entrenador de la UE Cornellà, abandonaría el club.
En la temporada 2019-20, Xavi formó parte del cuerpo técnico del Birmingham City de la Championship (Segunda inglesa) junto a Pep Clotet, equipo con el que marcó el récord de imbatibilidad en dicha temporada. En mayo de 2020, abandonaría el club inglés por motivos personales.
En la temporada 2020-21, regresa a España para ser segundo entrenador del Atlético Baleares de la Segunda División B de España, formando parte del cuerpo técnico de Jordi Roger.
El 9 de marzo de 2021, tras la destitución de Jordi Roger Ceballos, es nombrado entrenador del Atlético Baleares de la Segunda División B de España.
El 28 de febrero de 2022, es destituido como entrenador del Atlético Baleares de la Primera División RFEF y sustituido por Eloy Jiménez.
Posteriormente ejerce de segundo entrenador de Martí Cifuentes en el Hammarby sueco y en la actualidad en el Queen Park Rangers de la Championship inglesa.

## Clubes

### Como entrenador
| Club                               | País       | Año       |
| ---------------------------------- | ---------- | --------- |
| UE Cornellà                        | España     | 2018-2019 |
| Birmingham City (Sub-23)           | Inglaterra | 2019-2020 |
| Atlético Baleares (2.º Entrenador) | España     | 2020-2021 |
| Atlético Baleares                  | España     | 2021-2022 |